# Vi amo
Vi amo (Je vous aime) è un film del 1980 diretto da Claude Berri.